# 恐山山地
恐山山地（おそれざんさんち）は、青森県下北半島の南西から北西（むつ市、風間浦村、佐井村）にかけて広がる山地である。東日本火山帯に属す。地理でいう恐山山地と霊場恐山は区別される。第四紀の火山であり、直径約4〜6kmのカルデラがある。中心部には直径約2kmのカルデラ湖の宇曽利山湖がある。

## 主な山
釜臥山 、朝比奈岳、障子山、大尽山、小尽山、縫道石山、燧岳

## 自然環境
- 多くが国有林で、ヒバやブナの原生林がみられる。
- 恐山山地に生息するニホンザルは、人を除く霊長類で最も北に生息する。北限の猿といわれる。